# Cryptophagus spadiceus
Cryptophagus spadiceus is een keversoort uit de familie harige schimmelkevers (Cryptophagidae). De wetenschappelijke naam van de soort werd in 1925 gepubliceerd door Falcoz.